# MEO Marés Vivas
MEO Marés Vivas é um festival de música realizado em Vila Nova de Gaia, no norte de Portugal, anualmente no mês de Julho.

## História
Teve a sua primeira edição em 1999 e em 2010 foi realizada a sua oitava edição, contando com bandas como Placebo, Morcheeba e Ben Harper. Em 2011, a nona edição contou com nomes como Manu Chao, Skunk Anansie, Moby, The Cranberries , Aurea e Mika. Em 2013, a décima primeira edição tem o nome de MEO Marés Vivas, com o namming sponsor do MEO e realiza-se nos dias 18, 19 e 20 de Julho. Em 2016, o festival contou com Elthon John, Tom Odell, Kodaline, Dengaz, Lost Frenquencies, Rui Veloso, James Bay, Kelis e D.A.M.A. nos dias 14,15 e 16 de Julho.
A 15ª edição do festival decorreu no ano de 2023, e contou com o primeiro dia exclusivamente dedicado a artistas e bandas nacionais, tendo como cabeças de cartaz a banda Da Weasel, com lotação esgotada. Outras bandas que atuaram nessa edição do festival foram The Script, Os Quatro e Meia, Jorge Palma, Black Eyed Peas e J Balvin.

## Edições

### 2013
MEO MARÉS VIVAS
Palco MEO
- 18 de Julho - Bush, The Smashing Pumpkins, We Trust
- 19 de Julho - Orelha Negra, David Guetta, James Morrison, La Roux
- 20 de Julho - Thirty Seconds to Mars, Klaxons, Virgem Suta, Rui Veloso

### 2012
Palco TMN
- 18 de Julho - Franz Ferdinand, Wolfmother, The Sounds
- 19 de Julho - The Cult, Garbage, Kaiser Chiefs, Gun
- 20 de Julho - Billy Idol, Gogol Bordello, Ebony Bones, Azeitonas
- 21 de Julho - Anastacia, The Hives, Pedro Abrunhosa, Mónica Ferraz

### 2011
Palco TMN
- 14 de Julho - Natiruts, Xutos e Pontapés, Manu Chao
- 15 de Julho - Expensive Soul, Skunk Anansie, Moby
- 16 de Julho - Aurea, Tindersticks, The Cranberries, Mika

Palco TMN MOCHE
- 14 de Julho - Anaquim, Pitt Broken
- 15 de Julho - Classificados, Mendes e João Só
- 16 de Julho - Mia Rose, Azeitonas

### 2010
Palco TMN
- 15 de Julho - GNR, Goldfrapp, Morcheeba
- 16 de Julho - Peaches, Placebo, David Fonseca, A Silent Film
- 17 de Julho - Ben Harper and Relentless7, Editors, dEUS, Nikolaj Grandjean

### 2009
Palco Marés Vivas
- 16 de Julho - Kaiser Chiefs, Primal Scream, Lamb
- 17 de Julho - Guano Apes, Scorpions, Secondhand Serenade
- 18 de Julho - Keane, Colbie Caillat, Gabriella Cilmi, Jason Mraz

### 2008
Palco Marés Vivas
- 17 de Julho - Peter Murphy, The Sisters of Mercy, Shout Out Louds
- 18 de Julho - The Prodigy, Tricky, Da Weasel, Slimmy
- 19 de Julho - James, Riders On The Storm, Macy Gray

Palco Rádio Comercial
- 17 de Julho - Tara Perdida, Klepht
- 18 de Julho - Classificados, Mazgani
- 19 de Julho - Lulla Bye, Per7ume

### 2007[9]
- 15 de Agosto - Chemical Brothers, Da Weasel, DJ Solid Clash, Tha Bloody Bastards, DJ Rui Vargas, Freshkitos, Sérgio Manuel

### 2001[10]
- Guano Apes, Fun Lovin Criminals, Costeau
- Caffeine, Primitive Reason